# Brothers of Metal
Brothers of Metal ist eine 2012 gegründete schwedische Power-Metal-Band aus Falun. Thematisch behandelt die Band vor allem die Nordische Mythologie. Sowohl der gewählte Bandname als auch Auftreten und Musikvideos sind dabei bewusst selbstironisch und übertrieben klischeehaft gehalten, was sowohl Lob als auch Kritik hervorruft.

## Bandgeschichte
2012 als reines Spaßprojekt gegründet, um dem schwächelnden True Metal „neues Leben einzuhauchen“, spielten Brothers of Metal bereits 2015 ihr Debütalbum ein, das 2017 im Eigenvertrieb erschien. Unter AFM Records folgte im November 2018 eine Neuauflage.

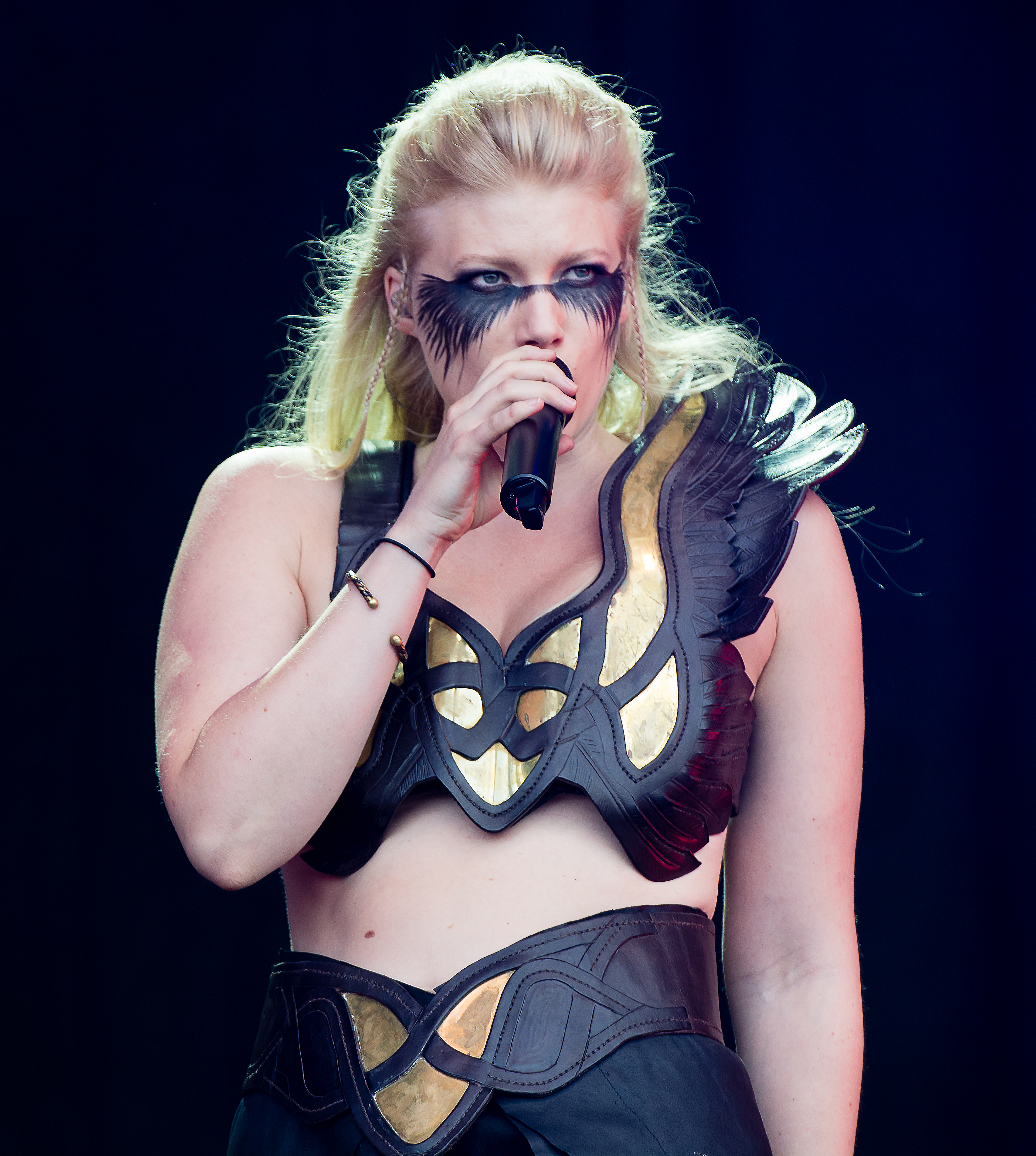
Ylva Eriksson (Wacken Open Air, 2022)

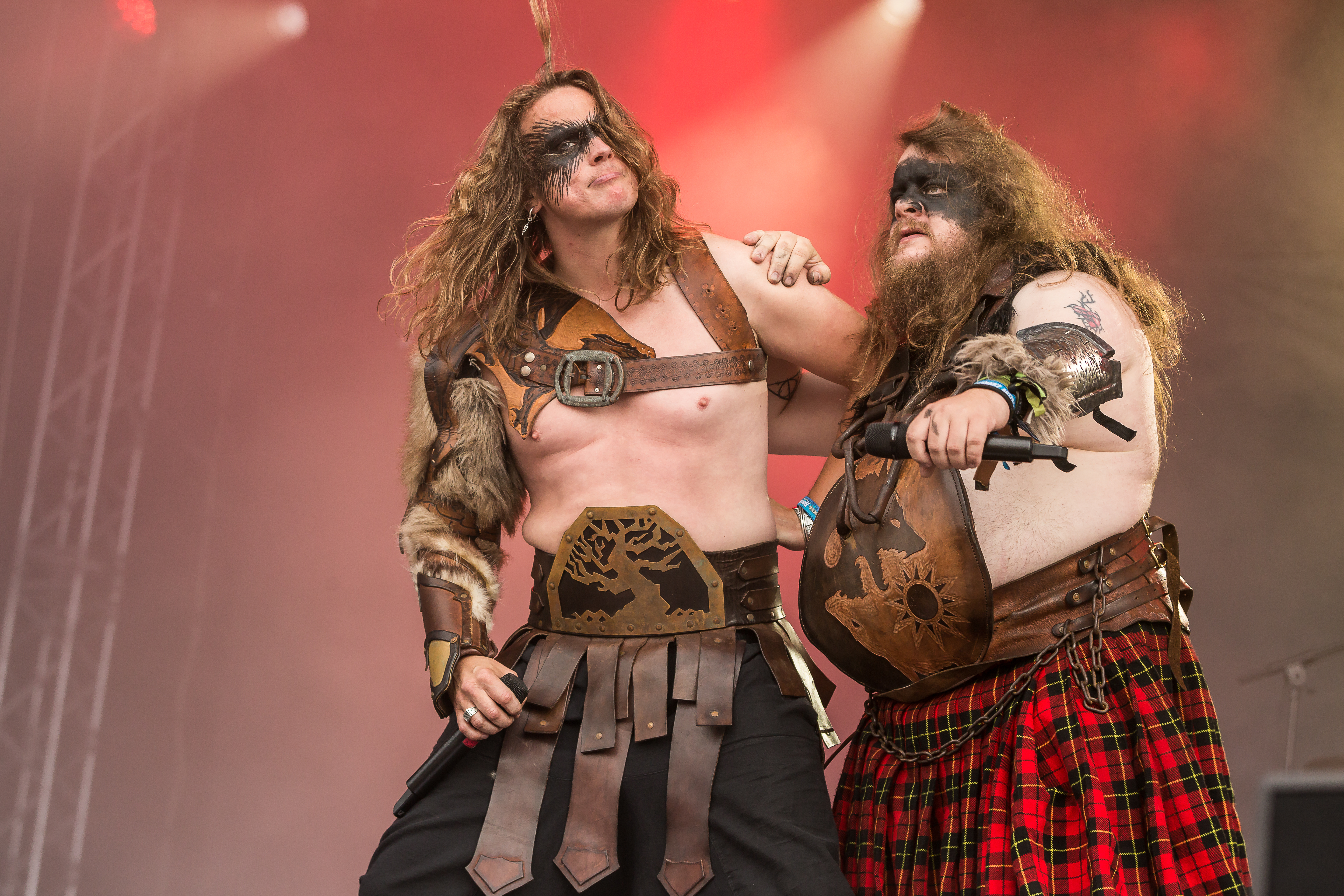
Joakim Eriksson und Mats Nilsson (Rockharz Open Air 2024)

Am 10. Januar 2020 veröffentlichte die Gruppe ihr zweites Album Emblas Saga, mit dem sie in Deutschland auf Platz 9 der Charts einstieg. Auch in anderen Ländern gelangen Chart-Platzierungen. Gemeinsam mit der italienischen Folk-Metal-Band Elvenking tourten Brothers of Metal im Januar auf der The Pagan Thor Co-Headliner Tour durch Deutschland und Europa. In den Jahren 2020 und 2021 erschienen Musikvideos für mehrere auf dem zweiten Album enthaltene Songs.
Im Sommer 2022 trat die Band erstmals auf dem Wacken Open Air auf, im September tourten Brothers of Metal als Support für die britische Power-Metal-Band Gloryhammer durch Großbritannien und Irland.
Anfang 2024 trat die Band erneut als Support von Gloryhammer auf, diesmal auf der europäischen Double-Headliner Tour von Gloryhammer und Beast in Black (Glory and the Beast Tour 2024).
Am 21. Juni 2024 veröffentlichte die Band die Single Heavy Metal Viking mit dazugehörigem Musikvideo. Zeitgleich wurde das dritte Studioalbum, Fimbulvinter, für den 1. November 2024 angekündigt. Am 16. August folgte die Single Nanna's Fate, und am 27. September erschien der Titelsong des angekündigten Albums mit dazugehörigem Musikvideo.
Die deutsche Mittelalter-Metal-Band Saltatio Mortis veröffentlichte am 30. August 2024 die Single Fire and Ore, auf der alle drei Brothers-of-Metal-Sänger zu hören sind.
Fimbulvinter, das dritte Studioalbum der Band, wurde am 1. November 2024 via AFM Records veröffentlicht. Auf dem Album sind auch die bereits 2022 erschienenen Singles The Other Son of Odin und Berserkir enthalten.

## Diskografie

### Alben
| Jahr | Titel Musiklabel                 | Höchstplatzierung, Gesamtwochen, AuszeichnungChartplatzierungen (Jahr, Titel, Musiklabel, Platzierungen, Wochen, Auszeichnungen, Anmerkungen) | Höchstplatzierung, Gesamtwochen, AuszeichnungChartplatzierungen (Jahr, Titel, Musiklabel, Platzierungen, Wochen, Auszeichnungen, Anmerkungen) | Höchstplatzierung, Gesamtwochen, AuszeichnungChartplatzierungen (Jahr, Titel, Musiklabel, Platzierungen, Wochen, Auszeichnungen, Anmerkungen) | Höchstplatzierung, Gesamtwochen, AuszeichnungChartplatzierungen (Jahr, Titel, Musiklabel, Platzierungen, Wochen, Auszeichnungen, Anmerkungen) | Anmerkungen                                                                      |
| Jahr | Titel Musiklabel                 | DE | AT | CH | SE | Anmerkungen                                                                      |
| ---- | -------------------------------- | --- | --- | --- | --- | -------------------------------------------------------------------------------- |
| 2017 | Prophecy of Ragnarök Eigenverlag | — | — | — | — | Erstveröffentlichung: 1. April 2017 Wiederveröffentlichung 2018 über AFM Records |
| 2020 | Emblas Saga AFM Records          | DE9 (2 Wo.)DE | AT55 (1 Wo.)AT | CH17 (3 Wo.)CH | SE52 (1 Wo.)SE | Erstveröffentlichung: 10. Januar 2020                                            |
| 2024 | Fimbulvinter AFM Records         | DE14 (… Wo.)DE | AT51 (1 Wo.)AT | CH56 (1 Wo.)CH | — | Erstveröffentlichung: 1. November 2024                                           |

### Singles
- 2018: Prophecy of Ragnarök
- 2018: Yggdrasil
- 2018: Fire Blood and Steel
- 2019: The Mead Song
- 2019: Njord
- 2019: One
- 2020: Brothers Unite
- 2022: The Other Son of Odin
- 2022: Berserkir
- 2024: Heavy Metal Viking
- 2024: Nanna’s Fate
- 2024: Fimbulvinter

### Splits
- 2019: Fire Blood and Steel / Blood on Fire (mit U.D.O.)